# Heart2Heart
Heart2Heart (Heart 2 Heart; от упрощ. Heart to heart (рус. Сердцем к сердцу)) — временный музыкальный проект исландского поп-коллектива Stjórnin, созданный специально для конкурса песни Евровидение-1992.

## История возникновения
В 1992, учитывая удачное выступление исполнителей на Евровидении в 1990, Stjórnin получили предложение о создании специального проекта для конкурса песни Евровидение 1992. Согласие было получено; для нового коллектива был временно изменён состав Stjórnin. Окончательный состав состоял из двух солистов «Стьоурнин» — Гретара Эрварссона (исл. Grétar Örvarsson) и Сигридюр «Сигга» Бейтеиндоуттир (исл. Sigriður Beinteìnsdóttir), а также присоединившихся к ним двоюродной сестры Сигги Сигрун Эвы (исл. Sigrún Eva Ármannsdóttir), Фридрика Карлссона (исл. Friðrik Karlsson); басиста Йоухадна Аусмюндссона (исл. Jóhann Ásmundsson) и барабанщика Хадльдоура Хёйкссона (исл. Halldór Hauksson). Временный проект было решено назвать «Heart 2 Heart», и именно ему вскоре выпала возможность представить Исландию на очередном европейском песенном конкурсе.

## Участие на национальном отборочном конкурсе
На национальном исландском отборочном конкурсе «Söngvakeppni Sjónvarpsins 1992» «Heart2Heart» получили 92 балла, и заняли первое место (из восьми), опередив занявшего второе место Бьярни Арасона на 12 баллов. Это дало право конкурсантам представить свою страну на Евровидении.

## Участие наЕвровидении 1992
Группа выступила на Евровидении, проходившем в Мальмё (Швеция) под одиннадцатым номером. В качестве конкурсной композиции было решено исполнить песню «Nei eða já?» (рус. Нет или да?). По итогам голосования жюри Heart2Heart финишировали седьмыми, получив 80 баллов. Наибольшее число баллов (12) группа получила от Великобритании.

## Дальнейшая карьера
После роспуска группы Сигрун и Фридрик начали сольную карьеру; а Сигга и Гретар продолжили участие в «Stjórnin». В 1994 Сигга в третий раз в своей карьере приняла участие на Евровидении (на этот раз сольно), однако выступила менее удачно, заняв только 12-е место.